# Итбалык (озеро)
Итбалык (каз. Итбалық) — озеро в Жамбылском районе Северо-Казахстанской области Казахстана. Находится в 11 км к юго-западу от села Майбалык.
По данным топографической съёмки 1940-х годов, площадь поверхности озера составляет 1,26 км². Наибольшая длина озера — 1,8 км, наибольшая ширина — 1 км. Длина береговой линии составляет 4,6 км, развитие береговой линии — 1,14. Озеро расположено на высоте 153,3 м над уровнем моря.